# 野尻町 (鹿児島市)
野尻町（のじりちょう）は、鹿児島県鹿児島市の町。旧大隅国大隅郡桜島郷野尻村、鹿児島郡東桜島村大字野尻。郵便番号は891-1541。人口は127人、世帯数は94世帯（2020年4月1日現在）。

## 地理
桜島の西部に位置する。町域の北方には桜島赤水町、東から南東にかけては持木町に接し、西方から南方にかけては鹿児島湾に面している。海岸部には国道224号が東西に通っており、持木町寄りの東部に集落がある。
野尻町には桜島の文明噴火により噴出した溶岩（文明溶岩）が広がっており、文明溶岩はクロマツの植林地となっている。

### 自然公園・自然保護地区
野尻町の一部は国立公園である霧島錦江湾国立公園の区域に指定されており、特別区域特別保護地区（桜島西溶岩原）・第1種特別地域（桜島南斜面）・第3種特別地域（桜島南西麓）・普通地域から構成される。

### 河川
- 野尻川

### 町名の由来
桜島の大正大噴火までは広い平野（野尻原）があり、その裾（尻）にあった集落であったことに由来するという説がある。

## 歴史

### 中世の野尻
野尻という地名は室町時代より見え、大隅国向島のうちであった。野尻と言う地名は永享11年（1439年）の島津持久袖判証状に見えるのが初見であると考えられており、島津氏が福昌寺に野尻の地を寄進したとされている。文明7年の文明噴火では野尻村において噴火が発生し、薩藩旧記雑録の池田氏年代記には「文明七年八月十五日、向島之内野尻村燃出ル」と記載されている。

### 近世の野尻
江戸時代には大隅国大隅郡桜島郷（外城）のうちであった。村高は「天保郷帳」では75石余、「郡村高辻帳」では75石余、「三州御治世要覧」では181石余、「旧高旧領取調帳」では184石余であった。
1887年（明治20年）4月2日には「 鹿兒島縣下分郡ノ件」（明治20年勅令第7号）により大隅郡が南北に分割され、野尻村は北大隅郡の所属となった。

### 町村制施行後
1889年（明治22年）4月1日に町村制が施行されたのに伴い、桜島の東半分にあたる湯之村、野尻村、古里村、有村、黒神村、高免村、瀬戸村、脇村の区域より北大隅郡東桜島村が成立した。それまでの野尻村は東桜島村の大字「野尻」となった。1897年（明治30年）4月1日には「 鹿兒島縣下國界竝郡界變更及郡廢置法律」（明治29年法律第55号）によって北大隅郡が鹿児島郡に統合され、東桜島村は鹿児島郡のうちとなった。
1914年（大正3年）1月12日に桜島の爆発が発生し、噴煙は高さ約1万メートルに及んだ（大正大噴火）。爆発当時の大字野尻は人口200人（野尻）・368人（持木）、戸数は35戸（野尻）・40戸（持木）であった。野尻や持木の住民は沖小島を経て対岸の薩摩半島にある谷山方面に避難し、野尻の住民らは鹿児島市の天保山に到着し、持木の住民は鹿児島郡中郡宇村大字宇宿（現在の鹿児島市宇宿）に到着した。野尻などの桜島南部の被害は桜島の他の集落に比べて比較的軽度であり、1寸から2寸（3センチメートルから6センチメートル）程度の火山灰が降り積もった。野尻の10戸は移住を希望し、熊毛郡北種子村（現在の西之表市）に移住した。
第二次世界大戦中には現在の桜島病院の場所に兵舎が置かれ、海岸側に高射砲が設置されていた。1950年（昭和25年）10月1日には東桜島村が鹿児島郡伊敷村とともに鹿児島市に編入された。同年10月18日に鹿児島県公報に掲載された鹿児島県の告示である「 鹿兒島市の一部大字の變更」により、東桜島村が鹿児島市に編入された10月1日に大字野尻のうち持木の区域より持木町が設置され、その他の区域を以て鹿児島市の町「野尻町」が設置された。1964年（昭和39年）9月に鹿児島に接近した台風20号では死傷者8名の被害があった。

### 町域の変遷
| 変更後         | 変更年             | 変更前                 |
| -------------- | ------------------ | ---------------------- |
| 持木町（新設） | 1950年（昭和25年） | 大字野尻中持木（全域） |
| 野尻町（新設） | 1950年（昭和25年） | 大字野尻（その他）     |

## 人口
以下の表は国勢調査による小地域集計が開始された1995年以降の人口の推移である。
| 年                 | 人口 |
| ------------------ | ---- |
| 1995年（平成7年）  | 269  |
| 2000年（平成12年） | 210  |
| 2005年（平成17年） | 268  |
| 2010年（平成22年） | 233  |
| 2015年（平成27年） | 131  |

## 施設

### 公共
- 桜島国際火山砂防センター[30]
- 国土交通省九州地方整備局大隅河川国道事務所桜島砂防出張所[30]

### 寺社
- 姫宮神社

### その他
- 桜島学園[31]

## 小・中学校の学区
市立小・中学校の学区（校区）は以下の通りである。
| 町丁   | 番・番地 | 小学校                 | 中学校                 |
| ------ | -------- | ---------------------- | ---------------------- |
| 野尻町 | 全域     | 鹿児島市立東桜島小学校 | 鹿児島市立東桜島中学校 |

## 交通

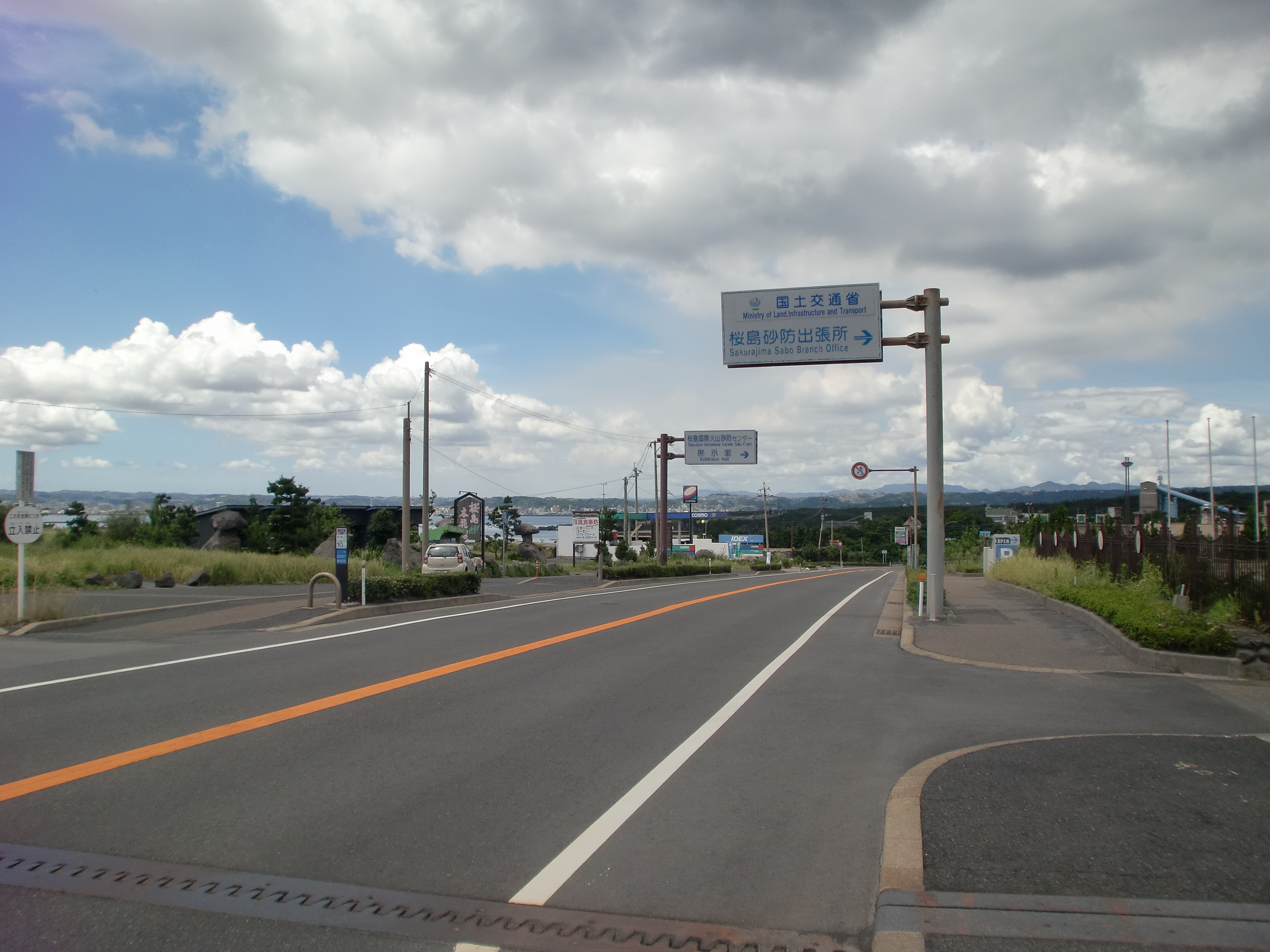
国道224号

### 道路
一般国道
- 国道224号

### 港湾
- 桜島港
  - 野尻地区（避難港（2番）[33]）